# Jacky Avril
Jacky Nicolas Avril (* 19. Juli 1964 in Vierzon) ist ein ehemaliger französischer Kanute.

## Erfolge
Jacky Avril, der für Golbey Epinal St Nabord startete, gewann bei den Olympischen Spielen 1992 in Barcelona die Bronzemedaille im Kanuslalom mit dem Einer-Canadier. Bei dem Wettkampf wurden zwei Läufe durchgeführt, wobei der schnellste für die Gesamtwertung herangezogen wurde. Nach 117,18 Punkten im ersten Lauf gelang es ihm im zweiten Lauf mit 135,75 Punkten nicht, sich nochmal zu verbessern. Nur Lukáš Pollert aus Tschechien und der Brite Gareth Marriott waren noch schneller gewesen.
Dreimal belegte Avril bei den Weltmeisterschaften mit der Mannschaft im Einer-Canadier den zweiten Platz. Sowohl 1987 in Bourg-Saint-Maurice als auch 1989 auf dem Savage River im Garrett County und 1991 in Tacen wurde er Vizeweltmeister. 1991 sicherte er sich außerdem in der Einzelkonkurrenz die Bronzemedaille.